# Stalolidia stali
Stalolidia stali är en insektsart som beskrevs av Nielson 1979. Stalolidia stali ingår i släktet Stalolidia och familjen dvärgstritar. Inga underarter finns listade i Catalogue of Life.